# Tajemnicza historia w Styles
Tajemnicza historia w Styles (ang. The Mysterious Affair at Styles) – pierwsza powieść detektywistyczna Agathy Christie, wydana w 1920 roku.

## Opis fabuły

### Zawiązanie akcji
Kapitan Arthur Hastings, weteran Wielkiej Wojny, dostaje propozycję spędzenia urlopu zdrowotnego w Styles, na terenie posiadłości Johna Cavendisha, swojego dobrego kolegi z młodych lat. Hastingsowi bardzo miło jest zobaczyć po latach starych znajomych, jednak szybko orientuje się, że atmosfera w Styles daleka jest od przyjemnej. Rodzina nie akceptuje faktu, że seniorka rodu, Emilia Cavendish wyszła właśnie za mąż za antypatycznego, młodszego od niej o wiele lat człowieka, nazwiskiem Alfred Inglethorp. Domownicy są przekonani, że Inglethorp to zwykły naciągacz mający nadzieję na rychłą śmierć staruszki i spory spadek. Wierna służąca domu, Ewelina Howard, oświadcza nawet, że rzuca pracę, gdyż nie ma zamiaru mieszkać pod jednym dachem z Inglethorpem, który w tak podły sposób omamił jej chlebodawczynię. Odchodząc, ostrzega wszystkich przed rychłym nieszczęściem mającym spaść na panią domu.
Pewnej nocy ta przepowiednia się spełnia – pani Emilia zostaje otruta. Arthur Hastings proponuje Cavendishom usługi swojego dawnego przyjaciela, belgijskiego detektywa, goszczącego w pobliżu. Jest to Herkules Poirot, światowej sławy specjalista od wyjaśniania kryminalnych zagadek.
Pierwsze podejrzenia padają na małżonka denatki. Nie zostaje jednak postawiony przed sądem z powodu braku dostatecznych dowodów. Podejrzenia kierują się na Johna. Wiadomo, że w przeddzień śmierci matki bardzo się z nią pokłócił, mógł więc w napadzie złości podać starszej pani truciznę. Hastings nie wierzy jednak w winę przyjaciela i prosi Poirota o oczyszczenie Johna z podejrzeń.

### Rozwiązanie
Sprawcą jednak okazuje się być Alfred Inglethorp współpracujący z Evelyne Howard. W chwili, kiedy odsunęły się od niego już wszystkie podejrzenia i policja szuka innych poszlak, Herkules Poirot odkrywa pewien znaczący fakt – Inglethorp celowo chciał na początku skierować podejrzenia przeciwko sobie, żeby stanąć przed sądem i dopiero tam zostać uniewinniony.